# Battur, Shirhatti
Battur là một làng thuộc tehsil Shirhatti, huyện Gadag, bang Karnataka, Ấn Độ.